# Елдерейдо (Огайо)
Елдерейдо (англ. Eldorado) — селище (англ. village) в США, в окрузі Пребл штату Огайо. Населення — 458 осіб (2020).

## Географія
Елдерейдо розташоване за координатами 39°54′15″ пн. ш. 84°40′31″ зх. д. / 39.90417° пн. ш. 84.67528° зх. д. (39.904256, -84.675331).  За даними Бюро перепису населення США в 2010 році селище мало площу 0,59 км², уся площа — суходіл.

## Демографія
Згідно з переписом 2010 року, у селищі мешкало 509 осіб у 196 домогосподарствах у складі 141 родини. Густота населення становила 860 осіб/км².  Було 223 помешкання (377/км²).
Расовий склад населення:
| - 99,0 % — білих - 0,6 % — азіатів |

До двох чи більше рас належало 0,2 %. Частка іспаномовних становила 0,2 % від усіх жителів.
За віковим діапазоном населення розподілялося таким чином: 27,1 % — особи молодші 18 років, 60,9 % — особи у віці 18—64 років, 12,0 % — особи у віці 65 років та старші. Медіана віку мешканця становила 39,2 року. На 100 осіб жіночої статі у селищі припадало 98,1 чоловіків;  на 100 жінок у віці від 18 років та старших — 94,2 чоловіків також старших 18 років.
Середній дохід на одне домашнє господарство  становив 50 572 долари США (медіана — 44 531), а середній дохід на одну сім'ю — 58 558 доларів (медіана — 57 188). За межею бідності перебувало 14,4 % осіб, у тому числі 16,4 % дітей у віці до 18 років та 27,5 % осіб у віці 65 років та старших.
Цивільне працевлаштоване населення становило 298 осіб. Основні галузі зайнятості: виробництво — 22,5 %, освіта, охорона здоров'я та соціальна допомога — 20,1 %, роздрібна торгівля — 18,5 %.